# Fantômas
Fantômas (francès: [fɑ̃tomas]) és un personatge fictici creat per escriptors francesos Marcel Allain (1885-1969) i Pierre Souvestre (1874-1914), creat el 1911.
Un dels personatges més populars de la història de la ficció policíaca francesa, va aparèixer en un total de 32 volums escrits pels dos col·laboradors, després en 11 volums posteriors escrits només per Allain després de la mort de Souvestre. El personatge també va ser la base de diverses adaptacions cinematogràfiques, televisives i de còmics. En la història de la ficció policíaca, representa una transició des dels malvats de la novel·la gòtica del segle xix als assassins en sèrie actuals.
Els llibres i les pel·lícules que van sortir ràpidament s'anticipen als mètodes de producció actuals de Hollywood, en dos aspectes: En primer lloc, els autors van distribuir l'escrit entre ells; el seu mètode de treball consistia a traçar la trama general entre ells i després escriure capítols alternatius independentment l'un de l'altre, reunint-se per lligar les dues meitats de la història al capítol final. Aquest enfocament va permetre als autors produir gairebé una novel·la al mes. En segon lloc, els drets de la pel·lícula sobre els llibres es retiraven immediatament. Aquest sistema assegurava que l'estudi de cinema podia produir seqüeles de manera fiable.
La representació popular de Fantômas amb una màscara blava, guants negres i l’ús de dispositius tecnològics no es va originar a les novel·les, sinó que és el resultat de la popularitat de la trilogia de les pel·lícules de Fantômas dirigida per Hunner als anys seixanta. La trilogia, que va començar el 1964 amb Fantômas, es va diferenciar considerablement de les novel·les donant a la història un to més còmic, precedint les dues primeres pel·lícules de la Pantera Rosa, i fent Fantômas (interpretat per Jean Marais) més un enemic de James Bond prenent també préstec de les dues primeres pel·lícules de Bond. Malgrat aquestes discrepàncies, el Fantômas de màscara blava és sens dubte el que es recorda més fàcilment.
Fantomas, la amenaza elegante va ser una clàssica sèrie d'historietes mexicana, popular en tota Amèrica Llatina, publicada durant la dècada de 1970 per l'editora de cómics mexicana Editorial Novaro, basada en el folletó original de Allain y Souvestre, aparentement va ser realitzada amb la idea d'utilitzar el mateix personatge, però readaptat a una versió heroica, sense el reconeixement ni la influència dels llibres o pel·lícules originals. No se sap si va ser feta amb autorització legal o sense. Tot i que va ser cancel·lada fa molts anys, és gràcies a aquest còmic que Fantômas és més conegut en Amèrica Central i Amèrica del Sud.

## Llibres

### Per Allain i Souvestre
- Souvestre, Pierre (coautor). Fayard. Fantômas, febrer 1911 (Le Livre populaire).

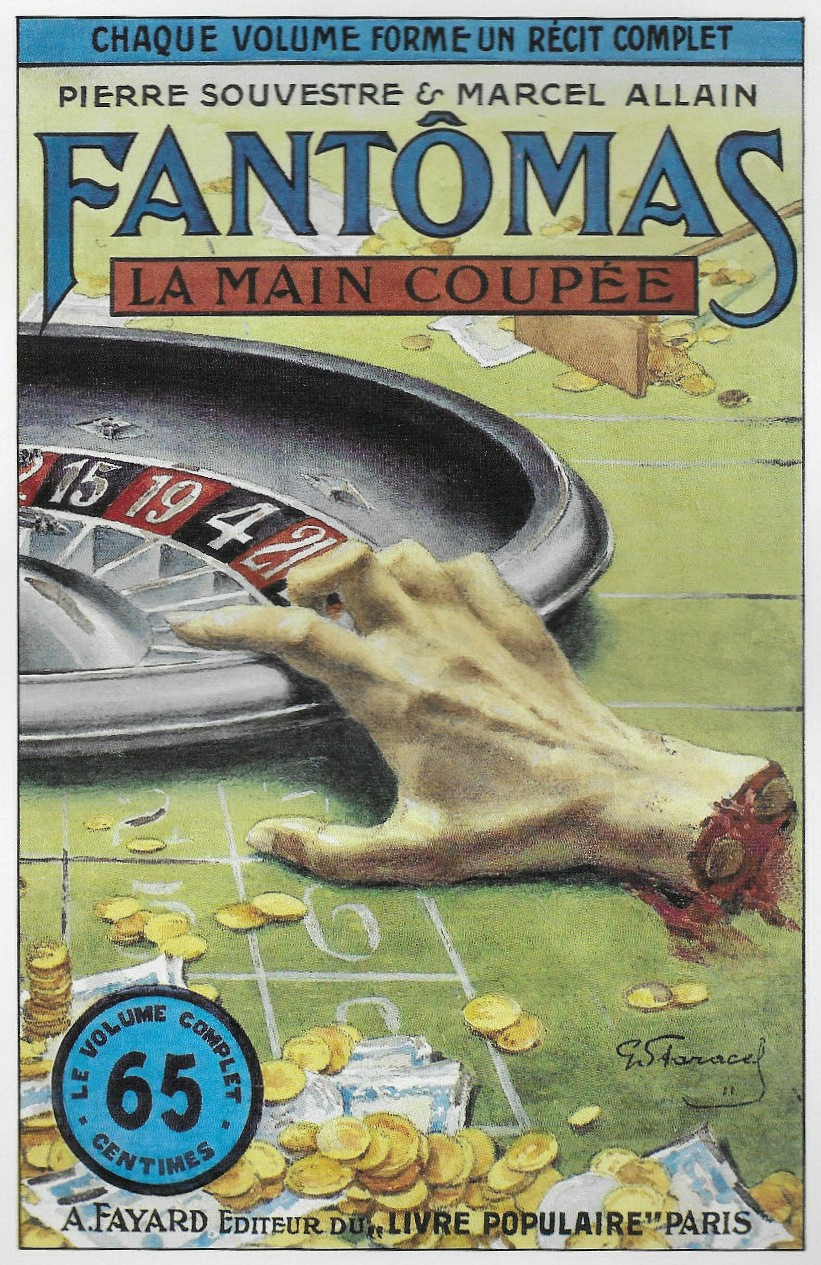
La Main coupée (1911), portada il·lustrada per Gino Starace.

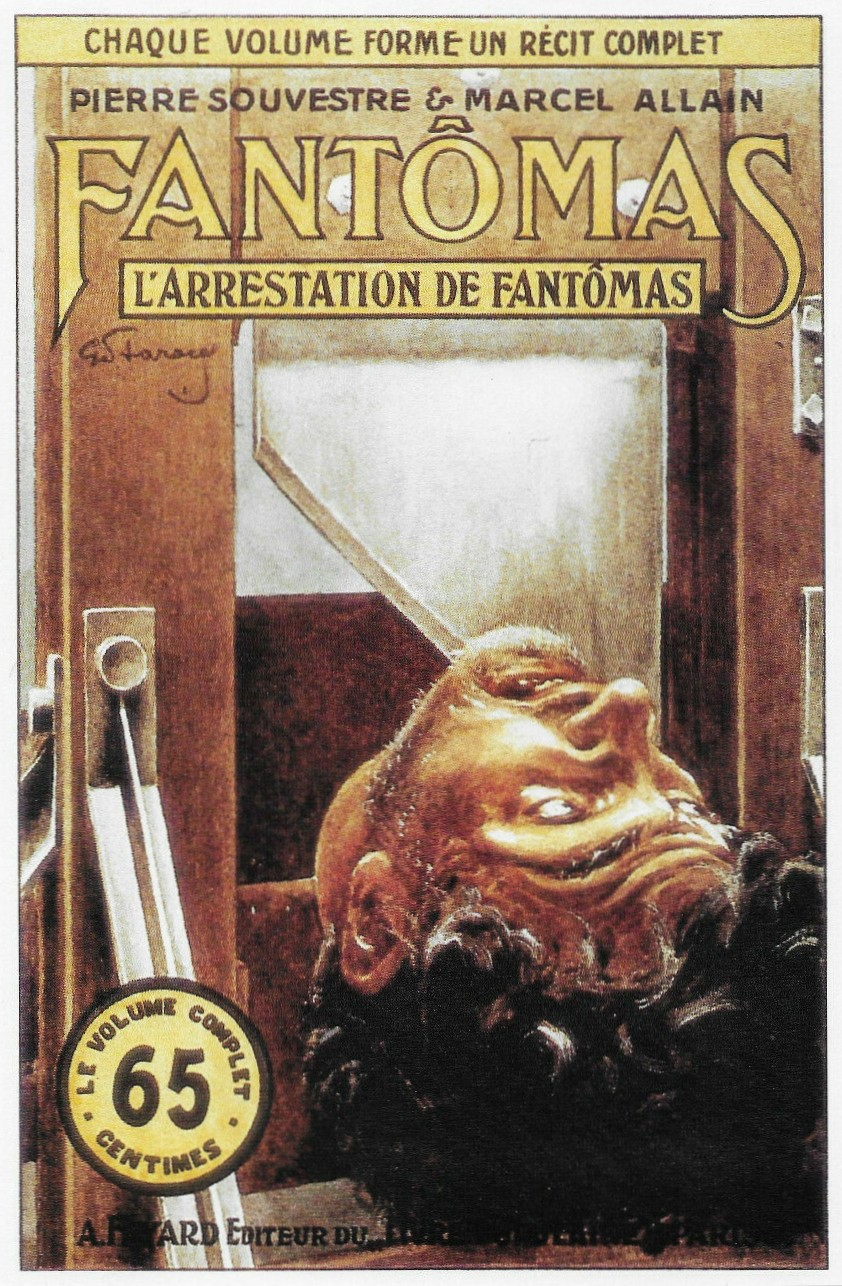
L'Arrestation de Fantômas (1911), portada il·lustrada per Gino Starace.

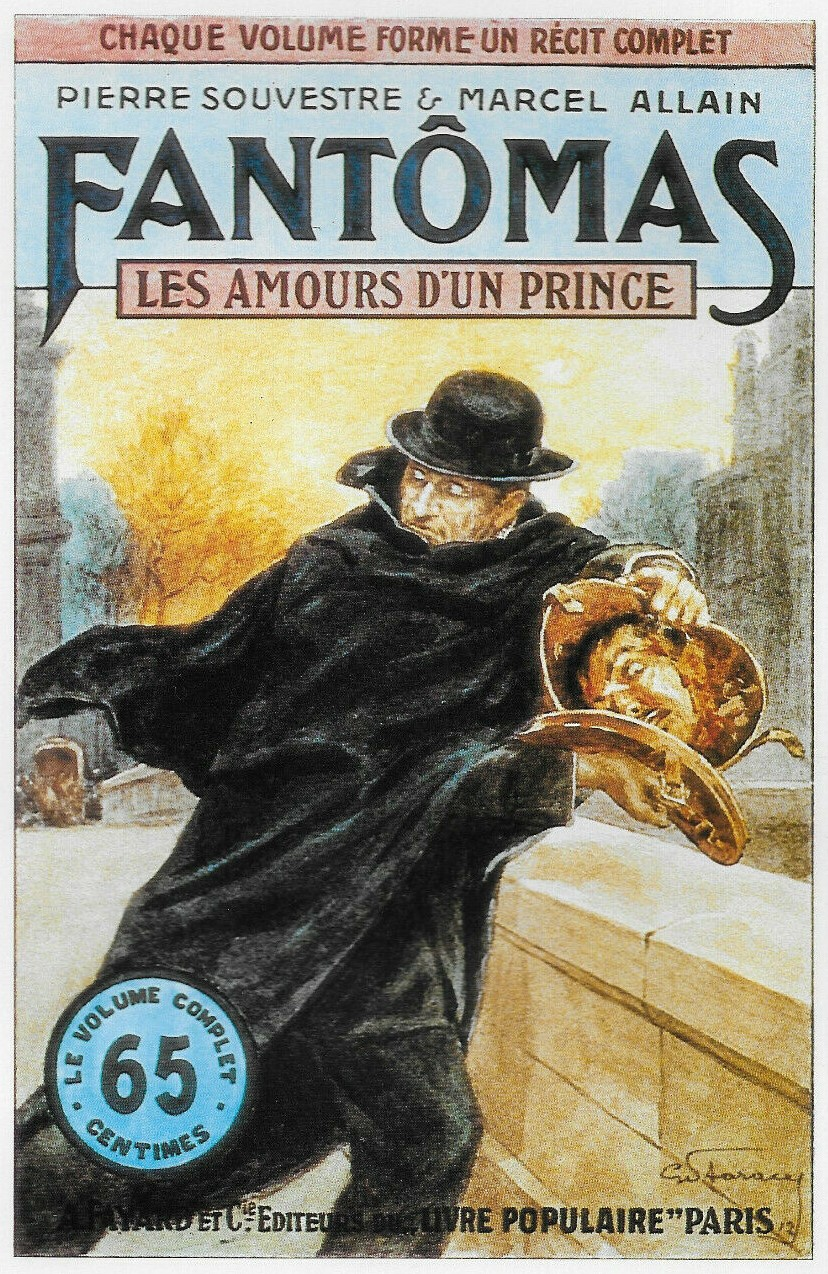
Les Amours d'un prince (1912), portada il·lustrada per Gino Starace.

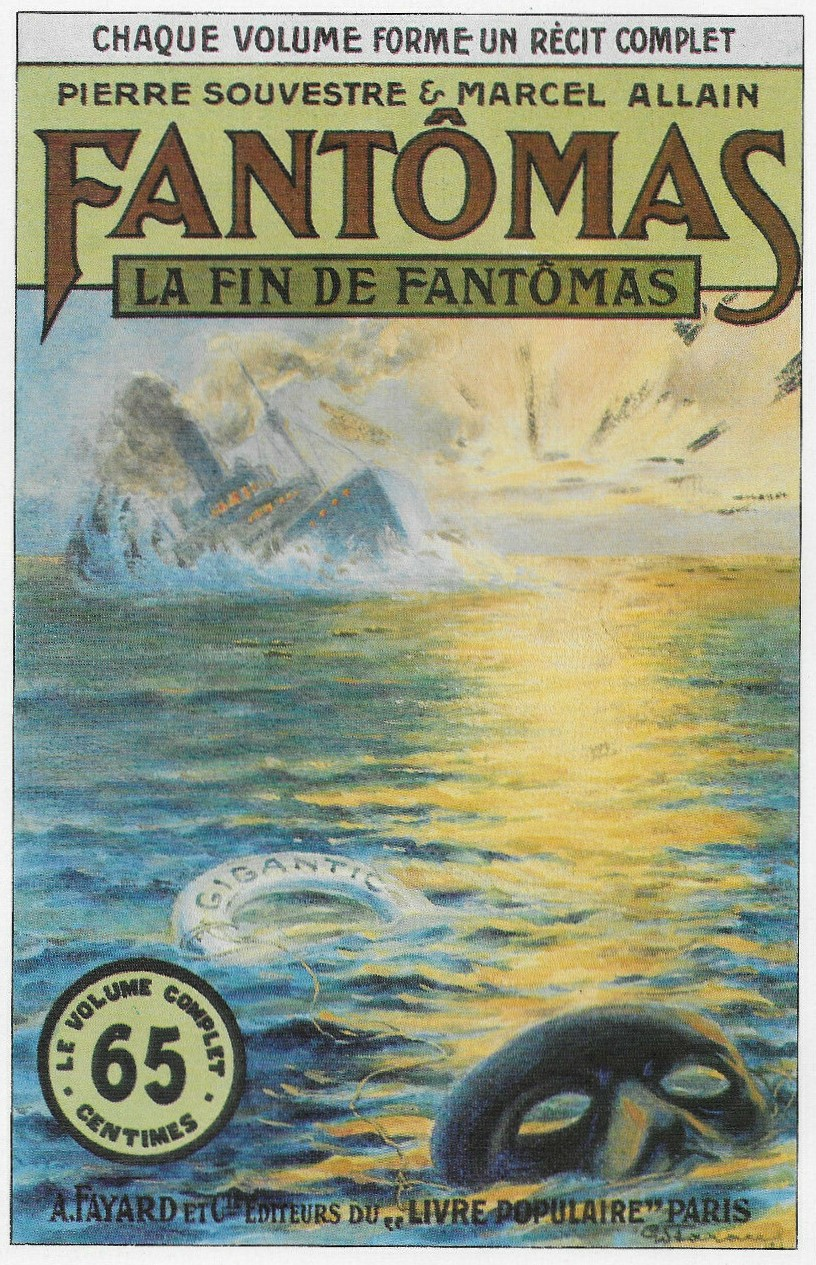
La Fin de Fantômas (1913), portada il·lustrada per Gino Starace.

Adaptat al cinema per Louis Feuillade el 1913.
- Souvestre, Pierre (coautor). Fayard. Juve contre Fantômas, març 1911 (Le Livre populaire).

Adaptat al cinema per Louis Feuillade el 1913.
- Souvestre, Pierre (coautor). Fayard. Le Mort qui tue, abril 1911 (Le Livre populaire).

Adaptat al cinema per Louis Feuillade el 1913.
- Souvestre, Pierre (coautor). Fayard. L'Agent secret, maig 1911 (Le Livre populaire).
- Souvestre, Pierre (coautor). Fayard. Un Roi prisonnier de Fantômas, juny 1911 (Le Livre populaire).
- Souvestre, Pierre (coautor). Fayard. Le Policier apache, juliol 1911 (Le Livre populaire).

Adaptat al cinema per Louis Feuillade el 1914 amb el títol Fantômas contre Fantômas.
- Souvestre, Pierre (coautor). Fayard. Le Pendu de Londres, agost 1911 (Le Livre populaire).

Adaptat al cinema per Louis Feuillade el 1932.
- Souvestre, Pierre (coautor). Fayard. La Fille de Fantômas, setembre 1911 (Le Livre populaire).
- Souvestre, Pierre (coautor). Fayard. Le Fiacre de nuit, octubre 1911 (Le Livre populaire).
- Souvestre, Pierre (coautor). Fayard. La Main coupée, novembre 1911 (Le Livre populaire).
- Souvestre, Pierre (coautor). Fayard. L'Arrestation de Fantômas, desembre 1911 (Le Livre populaire).
- Souvestre, Pierre (coautor). Fayard. Le Magistrat cambrioleur, gener 1912 (Le Livre populaire).

Adaptat al cinema com Le Faux Magistrat (1914).
- Souvestre, Pierre (coautor). Fayard. La Livrée du crime, febrer 1912 (Le Livre populaire).
- Souvestre, Pierre (coautor). Fayard. La Mort de Juve, març 1912 (Le Livre populaire).
- Souvestre, Pierre (coautor). Fayard. L'Évadée de Saint-Lazare, abril 1912 (Le Livre populaire).
- Souvestre, Pierre (coautor). Fayard. La Disparition de Fandor, maig 1912 (Le Livre populaire).
- Souvestre, Pierre (coautor). Fayard. Le Mariage de Fantômas, juny 1912 (Le Livre populaire).
- Souvestre, Pierre (coautor). Fayard. L'Assassin de Lady Beltham, juliol 1912 (Le Livre populaire).
- Souvestre, Pierre (coautor). Fayard. La Guêpe rouge, agost 1912 (Le Livre populaire).
- Souvestre, Pierre (coautor). Fayard. Les Souliers du mort, setembre 1912 (Le Livre populaire).
- Souvestre, Pierre (coautor). Fayard. Le Train perdu, octubre 1912 (Le Livre populaire).
- Souvestre, Pierre (coautor). Fayard. Les Amours d'un prince, novembre 1912 (Le Livre populaire).
- Souvestre, Pierre (coautor). Fayard. Le Bouquet tragique, desembre 1912 (Le Livre populaire).
- Souvestre, Pierre (coautor). Fayard. Le Jockey masqué, gener 1913 (Le Livre populaire).
- Souvestre, Pierre (coautor). Fayard. Le Cercueil vide, febrer 1913 (Le Livre populaire).
- Souvestre, Pierre (coautor). Fayard. Le Faiseur de reines, març 1913 (Le Livre populaire).
- Souvestre, Pierre (coautor). Fayard. Le Cadavre géant, abril 1913 (Le Livre populaire).
- Souvestre, Pierre (coautor). Fayard. Le Voleur d'or, maig 1913 (Le Livre populaire).
- Souvestre, Pierre (coautor). Fayard. La Série rouge, juny 1913 (Le Livre populaire).
- Souvestre, Pierre (coautor). Fayard. L'Hôtel du crime, juliol 1913 (Le Livre populaire).
- Souvestre, Pierre (coautor). Fayard. La Cravate de chanvre, agost 1913 (Le Livre populaire).
- Souvestre, Pierre (coautor). Fayard. La Fin de Fantômas, setembre 1913 (Le Livre populaire).

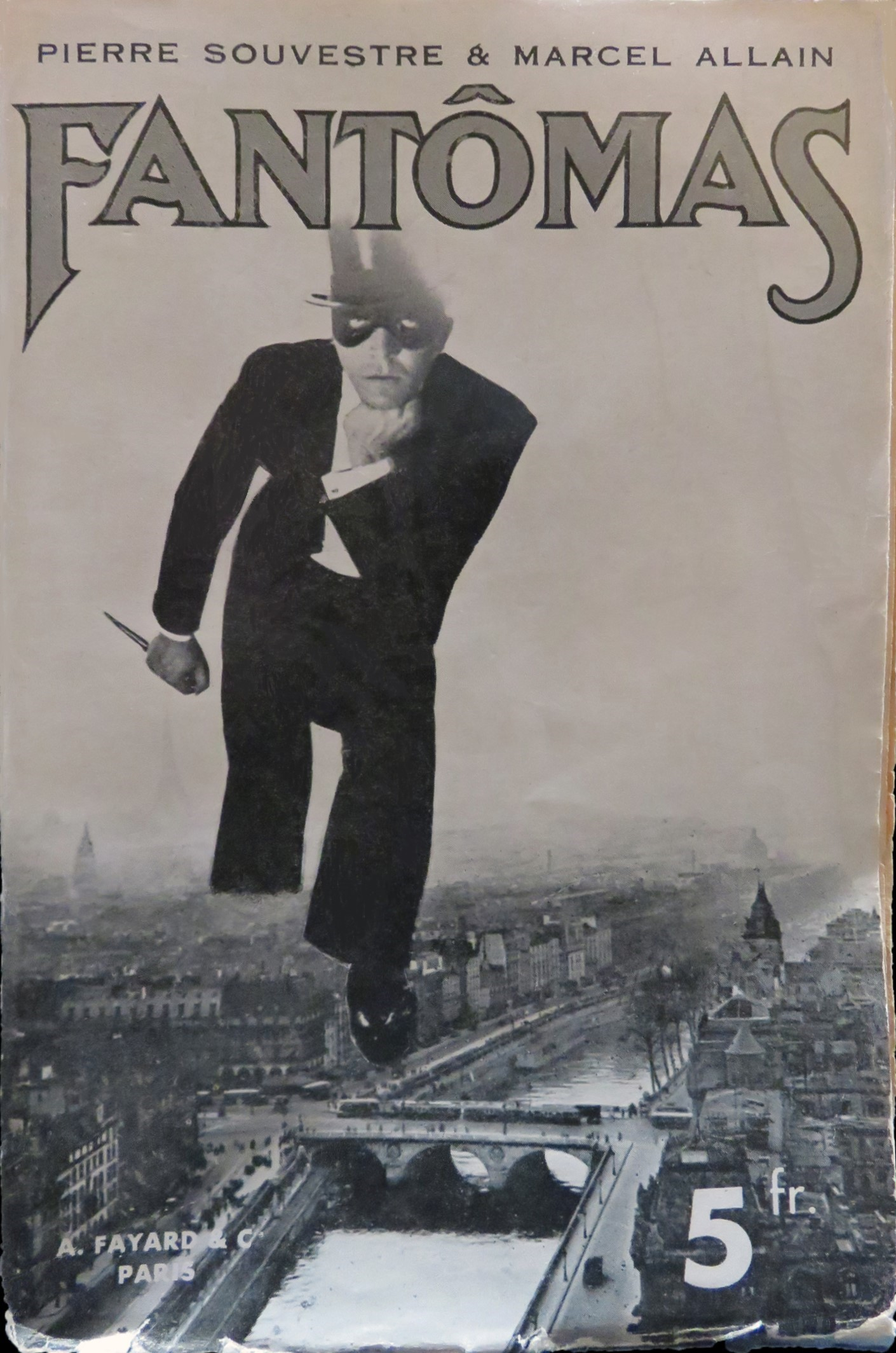
En 1932-1934, Fayard reedita la sèrie de 32 volums. Les composicions fotogràfiques substitueixen les portades il·lustrades.

### Per Allain

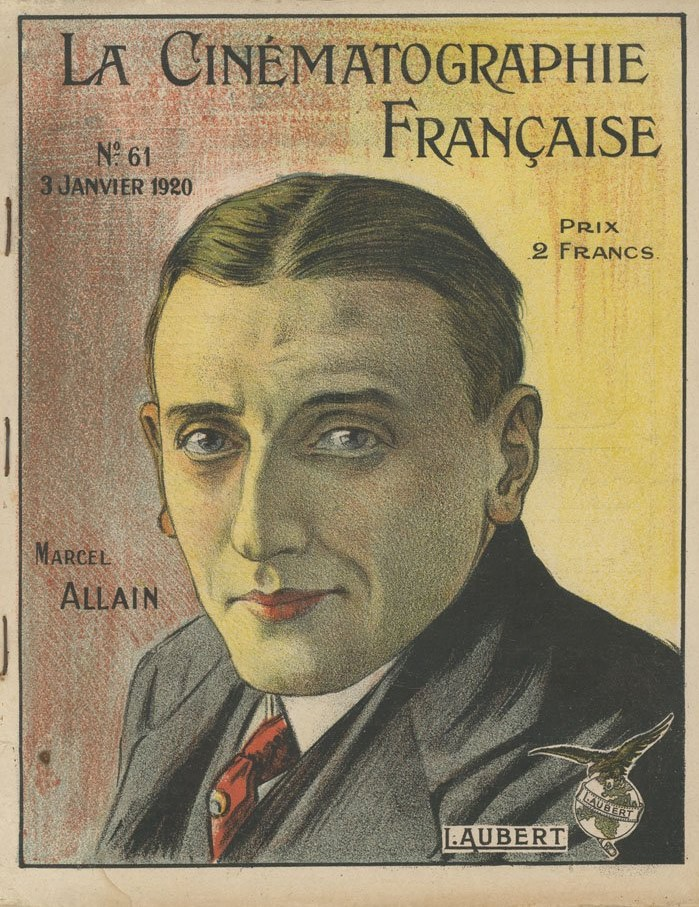
Marcel Allain cap a 1920.

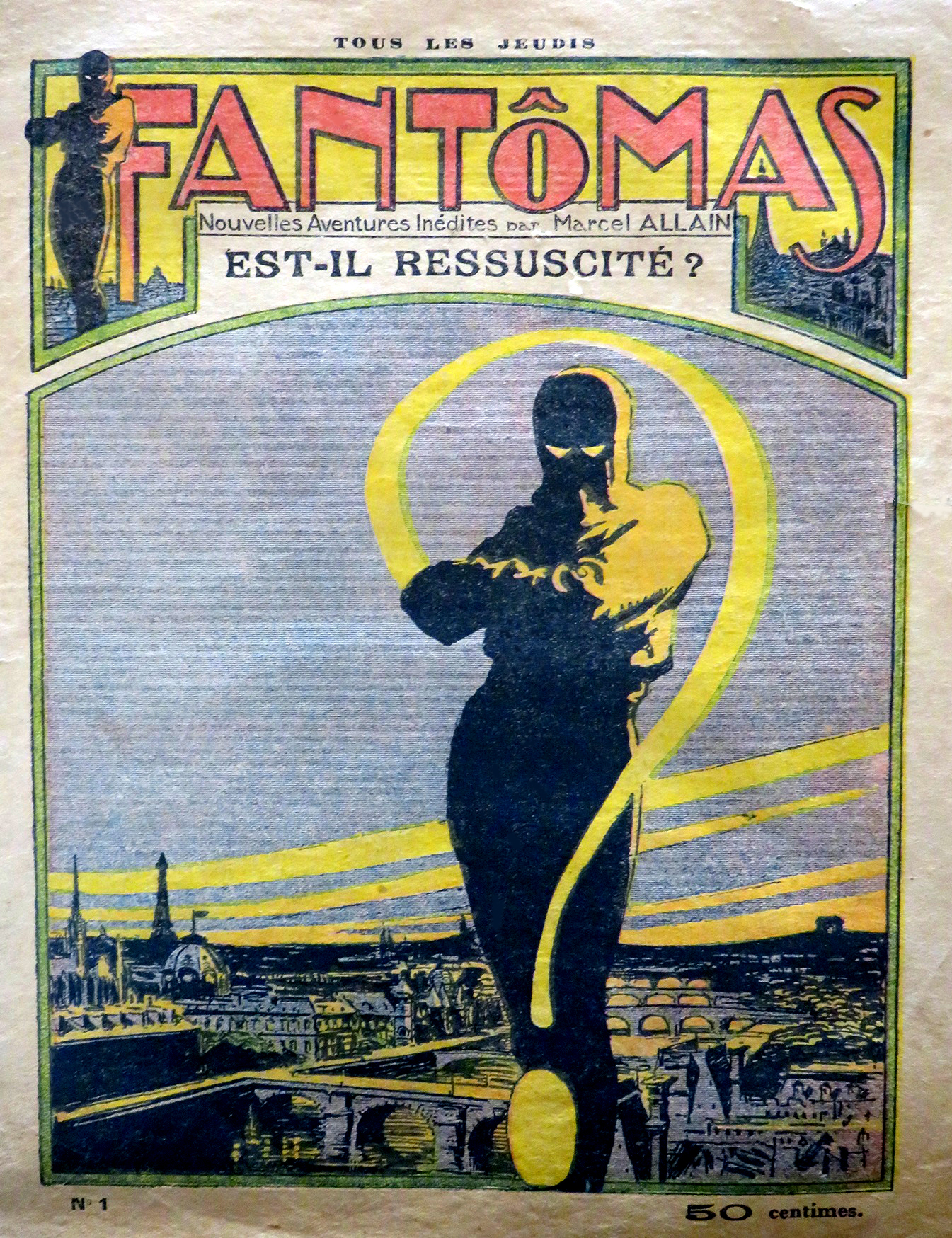
Fantômas est-il ressuscité ?
Portada de la primera entrega de la sèrie de novel·les ecrites per Marcel Allain.

Des de 1926, Marcel Allain va assumir en solitari, després de la mort del seu company, l'escriptura de "Fantômas". Aquesta sèrie va ser publicada en trenta-quatre fascicles setmanals de setze pàgines per la Société parisienne edition entre abril i setembre de 1926, després en llibres de Arthème Fayard, excepte l'últim. Els nous títols publicats per Fayard inclouen gairebé sempre el nom de "Fantômas", que ven més.
A partir del 1932, les reedicions abreujades de la sèrie anterior de trenta-dos volums (de Souvestre i Allain) no són una excepció a la regla ja que els títols originals es modifiquen per incloure també el nom de "Fantômas". A més, la portada de cadascun dels trenta-dos volums reeditats entre 1932 i 1934 està adornada amb una fotografia en blanc i negre que substitueix la il·lustració original per Gino Starace.
- Fayard. Est-il ressuscité ?, 1926.
- Fayard. Fantômas roi des receleurs, 1926.
- Fayard. Fantômas en danger, 1926.
- Fayard. Fantômas prend sa revanche, 1926.
- Fayard. Fantômas attaque Fandor, 1926.
- Fayard. Si c'était Fantômas ?, 1933.
- Fayard. Oui, c'est Fantômas !…, 1934.
- Fayard. Fantômas joue et gagne, 1935.
- Fayard. Fantômas rencontre l'amour, 1946.
- Fayard. Fantômas vole des blondes, 1948.
- Constellation[5]. Fantômas mène le bal, 1963.

### Audiollibres
Els adiollibres són venuts a per Hemix éditions.
- Le Train perdu', (juliol 2007).
- Les Amours d'un prince (novembre 2007).
- Le Bouquet tragique (gener 2008).
- Le Jockey masqué (setembre 2008).

## Còmic
El personatge de còmic va debutar al número 106 de Tesoro de Cuentos Clásicos de l'editorial Novaro. Guillermo Mendizábal i Rubén Lara, creadors de l'adaptació del personatge de Fantomas, van sortir de Novaro perquè aquesta editorial va registrar els personatges al seu nom en drets d'autor sense el seu consentiment. Va comptar amb guions de Gonzalo Martre i Gerardo de la Torre.

### Argument
Fantômas va ser un lladre que va cometre robatoris espectaculars només per la seva satisfacció a manera de "reptes" sent la meta en cada un dels robatoris l'audàcia i la innovació. També cometia malifetes en nom d'invertir la seva fortuna en fons per combatre la pobresa o ajudar universitats i biblioteques.
Va utilitzar una cenyida màscara blanca tot el temps, o una varietat de disfresses de manera que la seva veritable identitat mai va ser revelada. El personatge també va ser perseguit per les autoritats, en aquest cas principalment per un inspector de policia francès anomenat Gerard.
També era milionari, sent posseïdor de diverses corporacions sota identitats falses, i tenia una caserna secreta als afores de París; era també assistit per diversos agents, incloent les 12 Noies del Zodíac, belles dones que l'assistien personalment, conegudes únicament pels seus noms clau, els signes del Zodíac. Entre els seus enemics es destaquen: El Dr Findus, el Baró Boira, el Fill de Hitler i el Príncep de les Tenebres.

### Característiques
Tenia marcat un to socialista com el dels intel·lectuals europeus dels anys setanta; sense ser pamfletària o politiquera, denunciava l'acaparament de riquesa en poques mans, el racisme i la guerra. L'edició de luxe d'aquest còmic posseïa arguments encara millor aconseguits i intel·ligents i estava ben documentada, especialment per al tipus de còmic que es feia en aquells anys. Els guions incloïen referències a llibres, filòsofs o autors de moda com Jorge Luis Borges, Julio Cortázar o Jean Paul Sartre. Quan la història es va tornar més contemporània, Fantomas combatia la privatització i la Globalització que amenaçaven atropellar l'home comú.
El disseny visual tenia fortes influències del malvat Crick-crock de la novel·la Noir i de Gastón Leroux, autor d'El fantasma de l'Òpera. En aquesta versió de Fantômas, la seva màscara va ser un clara inspiració per a la màscara negra utilitzada pel criminal de còmics itàlia Diabolik, i l'ús d'ella sembla influenciat per les imatges populars generades per la "lluita lliure mexicana". Aparentment, la sèrie va ser també influència per a les pel·lícules de James Bond, com Fantômas equipat amb tecnologia avançada creada per un científic anomenat 'Professor Semo', va tenir tota mena d'aventures al voltant del món lluitant contra criminals cada vegada més cruels.

### Influència
Després de la seva sortida de Novaro, Rubén Lara i Romero va fitxar per Editomex, on li van oferir fer una història d'autor. Llavors va fer una cosa que competís directament amb Fantomas, i va ser aquí on va crear el personatge d'El Comodí; només es va vendre fins al número 16.